# 斯特列列茨科耶农村居民点 (赤卫军区)
斯特列列茨科耶农村居民点（俄语：Стрелецкое сельское поселение）是俄罗斯联邦别尔哥罗德州赤卫军区所属的一个农村居民点。其下辖有5个居民点，行政中心为斯特列列茨科耶。据2016年统计，该农村居民点的人口为2705人。